# Pristigaster cayana
Pristigaster cayana is een straalvinnige vissensoort uit de familie Pristigasteridae. De wetenschappelijke naam van de soort is voor het eerst geldig gepubliceerd in 1829 door Cuvier.

## Kenmerken
Pristigaster cayanae heeft een sterk zijdelings samengedrukt lichaam en een bolle buiklijn. De buikrand is gekield en gezaagd door een rij gewijzigde schubben met naar achteren wijzende punten. Hij heeft een wigvormig achterlijf. De lichaamslengte bedraagt 14,5 cm.

## Leefwijze
Deze scholenvissen zijn alleseters, met een voorliefde voor plankton. Dat wordt door middel van kieuwzeefborstels uit het water gezeefd.

## Verspreiding en leefgebied
Deze soort komt voor in het noorden van Zuid-Amerika in het Amazonegebied, westwaarts tot Peru en Colombia in zoete of brakke wateren.